# Mistrzostwa Holandii w Lekkoatletyce 2013
Mistrzostwa Holandii w Lekkoatletyce 2013 – zawody lekkoatletyczne, które odbywały się 20 i 21 lipca 2013 roku na Stadionie Olimpijskim w Amsterdamie. Wcześniej – 19 i 20 maja odbyła się rywalizacja w wielobojach.
Zwycięzcą biegu na 110 metrów przez płotki został Amerykanin Chris Thomas; trójskok mężczyzn wygrał Samyr Laine z Haiti, a trzecie miejsce zajął Namibijczyk Roger Haitengi; w chodzie na 20 kilometrów na drugiej pozycji uplasował się Niemiec Matthias Holterman – wszyscy startowali poza konkursem.
13 października w Eindhoven zawodnicy rywalizowali w maratonie – wśród mężczyzn wygrał Etiopczyk Yemane Adhane, który startował poza zawodami, a mistrzem Holandii został Patrick Stitzinger. W konkurencji kobiet wygrała Kenijka Ruth Wanjiru, która także startowała poza zawodami, a mistrzynią została Andrea Deelstra.
Zawodnicy rywalizowali także w biegach na 100 kilometrów (14 września) oraz biegach 24 godzinnych (11 maja). Mistrzem Holandii w biegu na 100 km został Dave Boonen (bieg wygrał Francuz Mickaël Boch), zaś mistrzynią została Esther Devilee (bieg wygrała Niemka Simone Stöppler). Bieg 24 godzinne wygrali: Jeroen Renes oraz Wilma Dierx.
29 września odbyły się biegi na 10 kilometrów w Utrechcie, a 24 marca w Venlo półmaraton – oba mające rangę mistrzostw Holandii. Bieg na 10 km wygrał Kenijczyk Timothy Kiptoo, a mistrzem Holandii został Khalid Choukoud. Wśród kobiet triumfowała także Kenijka Joyce Chepkirui, zaś mistrzynią została Miranda Boonstra. Mistrzem w półmaratonie został Khalid Choukoud (bieg wygrał Kenijczyk Philemon Yator), a zwyciężczynią wśród kobiet okazała się Ruth van der Meijden (bieg wygrała Kenijka Jane Moraa).

## Rezultaty

### Mężczyźni
| Konkurencja:                  | 1. miejsce                          | Rezultat  | 2. miejsce                         | Rezultat  | 3. miejsce                        | Rezultat  |
| Bieg na 100 m                 | Churandy Martina Rotterdam Atletiek | 10,04     | Hensley Paulina Rotterdam Atletiek | 10,37     | Brian Mariano Rotterdam Atletiek  | 10,38     |
| Bieg na 200 m                 | Dennis Spillekom Lycurgus           | 20,96     | Jerrel Feller Phanos               | 21,06     | Joren Tromp NEA Volharding        | 21,07     |
| Bieg na 400 m                 | Jurgen Wielart AV Haarlem           | 45,83     | Terrence Agard Rotterdam Atletiek  | 46,74     | Jelle Venema Suomi                | 47,84     |
| Bieg na 800 m                 | Thijmen Kupers Groningen Atletiek   | 1:52,54   | Bram Som Atletico '73              | 1:53,01   | Bob van der Ham AV Castricum      | 1:53,46   |
| Bieg na 1500 m                | Mark Nouws THOR                     | 3:52,61   | Richard Douma Zaanland             | 3:52,80   | René Stokvis TION                 | 3:53,16   |
| Bieg na 5000 m                | Jesper van der Wielen Cifla         | 14:08,73  | Gert-Jan Wassink Argo              | 14:12,48  | Ronald Schröer Zaanland           | 14:13,77  |
| Bieg na 10 000 m              | Michel Butter AV Castricum          | 29:52,65  | Roy Hoornweg Passaat               | 29:54,60  | Ronald Schröer Zaanland           | 30:02,71  |
| Bieg na 3000 m z przeszkodami | Simon Vroemen Prins Hendrik         | 9:13,22   | Simon Grannetia De Spartaan        | 9:26,71   | Erik Niemeijer Sprint             | 9:27,69   |
| Bieg na 110 m przez płotki    | Koen Smet Phanos                    | 13,52w    | Tjendo Samuel Phanos               | 13,81w    | Eelco Sintnicolaas AV '34         | 13,89w    |
| Bieg na 400 m przez płotki    | Jesper Arts Lopersgroep Deurne      | 51,01     | Brian Vriend Lycurgus              | 51,82     | Revelinho Eind AV '34             | 51,83     |
| Skok w dal                    | Ignisious Gaisah PAC                | 7,85      | Marius Kranendonk AAC              | 7,66      | Quincy Breell Haag Atletiek       | 7,41      |
| Trójskok                      | Fabian Florant Haag Atletiek        | 16,30     | Sander Hage Attila                 | 15,12     | Erwin Slokker GAC Hilversum       | 15,00w    |
| Skok wzwyż                    | Douwe Amels Impala                  | 2,21      | Jan Peter Larsen Ilion             | 2,14      | Tymon de Jonge Ilion              | 2,02      |
| Skok o tyczce                 | Rutger Koppelaar Ilion              | 5,42      | Robbert-Jan Jansen Prins Hendrik   | 5,27      | Eelco Sintnicolaas AV '34         | 5,22      |
| Pchnięcie kulą                | Erik van Vreumingen Haag Atletiek   | 18,85     | Patrick Cronie Phanos              | 18,73     | Remco Goetheer Rotterdam Atletiek | 17,60     |
| Rzut dyskiem                  | Erik Cadée Prins Hendrik            | 65,61     | Maarten Persoon Phanos             | 57,62     | Roland van Zuilen AV Gouda        | 54,61     |
| Rzut oszczepem                | Bjorn Blommerde Sprint              | 71,31     | Daan Meyer AV '34                  | 71,03     | Elliott Thijssen Hellas           | 70,22     |
| Rzut młotem                   | Vincent Onos SAV                    | 67,89     | Sander Stok AV '23                 | 58,67     | Jasper Christiaan AAC             | 57,06     |
| Chód na 20 km                 | Harold van Beek RWV                 | 1:48:41   | Richard Leijenaar RWV              | 1:51:11   | Colin Versteeg VAV                | 2:01:37   |
| Dziesięciobój                 | Bas Markies AV '34                  | 7234 pkt. | Pim Jehee AAV '36                  | 7040 pkt. | Ferry van Dipten AAV '36          | 6938 pkt. |

| Konkurencja      | Data            | Miejsce     | Mistrz Holandii    | Zwycięzca biegu |
| ---------------- | --------------- | ----------- | ------------------ | --------------- |
| Maraton          | 13 października | Eindhoven   | Patrick Stitzinger | Yemane Adhane   |
| Półmaraton       | 24 marca        | Venlo       | Khalid Choukoud    | Philemon Yator  |
| Bieg na 10 km    | 29 września     | Utrecht     | Khalid Choukoud    | Timothy Kiptoo  |
| Bieg na 100 km   | 14 września     | Winschoten  | Dave Boonen        | Mickaël Boch    |
| Bieg 24 godzinny | 11 maja         | Steenbergen | Jeroen Renes       | Jeroen Renes    |

### Kobiety
| Konkurencja:                  | 1. miejsce                         | Rezultat  | 2. miejsce                            | Rezultat  | 3. miejsce                           | Rezultat  |
| Bieg na 100 m                 | Madiea Ghafoor Phanos              | 11,58w    | Jamile Samuel Phanos                  | 11,65w    | Loreanne Kuhurima Atverni            | 11,69w    |
| Bieg na 200 m                 | Anouk Hagen Prins Hendrik          | 24,98     | Whitney Beekmans Eindhoven Atletiek   | 24,99     | Linda van Rossum AKU                 | 25,01     |
| Bieg na 400 m                 | Nicky van Leuveren Phanos          | 52,14     | Lisanne de Witte Trias                | 52,92     | Myrte Goor Sprint                    | 55,83     |
| Bieg na 800 m                 | Yvonne Hak AAC                     | 2:07,77   | Sanne Verstegen Rotterdam Atletiek    | 2:08,32   | Christine Bosch GAC Hilversum        | 2:12,06   |
| Bieg na 1500 m                | Sifan Hassan Eindhoven Atletiek    | 4:21,87   | Maureen Koster Phanos                 | 4:23,11   | Helen Hofstede Atverni               | 4:25,93   |
| Bieg na 5000 m                | Helen Hofstede Atverni             | 16:20,06  | Miranda Boonstra Nijmegen Atletiek    | 16:26,91  | Irene van Lieshout De Keien          | 16:30,69  |
| Bieg na 10000 m               | Miranda Boonstra Nijmegen Atletiek | 35:29,20  | Jacelyn Gruppen AV '34                | 36:16,59  | Anouk Claessens Hellas               | 36:31,24  |
| Bieg na 3000 m z przeszkodami | Jolanda Verstraten Atletiek Helden | 11:43,27  | Femke van der Pal Zaanland            | 11:57,96  | Jeske van der Pal Zaanland           | 12:41,98  |
| Bieg na 100 m przez płotki    | Rosina Hodde Haag Atletiek         | 13,02     | Suzanne Williams NEA Volharding       | 13,37     | Nadine Broersen Sprint               | 13,52     |
| Bieg na 400 m przez płotki    | Bianca Baak Phanos                 | 59,51     | Maruska Eduarda Rotterdam Atletiek    | 1:00,17   | Marlies Manders Hellas               | 1:00,18   |
| Skok w dal                    | Brenda Baar AV '23                 | 6,26      | Valentine Kortbeek Prins Hendrik      | 6,15      | Amanda Spiljard Unitas               | 6,10w     |
| Trójskok                      | Brenda Baar AV '23                 | 13,05     | Nora Ritzen Unitas                    | 12,65     | Tamara Middelburg Rotterdam Atletiek | 12,60     |
| Skok wzwyż                    | Sietske Noorman Unitas             | 1,85      | Lisanne Hagens Hellas                 | 1,70      | —                                    | —         |
| Skok wzwyż                    | Sietske Noorman Unitas             | 1,85      | Marlies van Haaren Ilion              | 1,70      | —                                    | —         |
| Skok o tyczce                 | Rianna Galiart Lycurgus            | 4,11      | Robin Wingbermuhle Rotterdam Atletiek | 4,00      | Janneke Oosterink Prins Hendrik      | 4,00      |
| Pchnięcie kulą                | Melissa Boekelman Prins Hendrik    | 17,60     | Corinne Nugter NOP                    | 15,38     | Vivian Brandhoff SAV                 | 14,64     |
| Rzut dyskiem                  | Corinne Nugter NOP                 | 51,87     | Loes Verlaak AV Weert                 | 51,68     | Pamela Kiel Rotterdam Atletiek       | 46,20     |
| Rzut oszczepem                | Nadine Broersen Sprint             | 52,52     | Lisanne Schol Hellas                  | 50,99     | Mandy van der Meer AAV '36           | 50,00     |
| Rzut młotem                   | Eva Reinders Groningen Atletiek    | 60,34     | Wendy Koolhaas Groningen Atletiek     | 55,91     | Femke Hollander PEC 1910             | 49,94     |
| Siedmiobój                    | Amanda Spiljard Unitas             | 5383 pkt. | Nicole Berghouwer AV Hera             | 4930 pkt. | Femke Oude Ophuis PEC                | 4627 pkt. |

| Konkurencja      | Data            | Miejsce     | Mistrzyni Holandii   | Zwyciężczyni biegu |
| ---------------- | --------------- | ----------- | -------------------- | ------------------ |
| Maraton          | 13 października | Eindhoven   | Andrea Deelstra      | Ruth Wanjiru       |
| Półmaraton       | 24 marca        | Venlo       | Ruth van der Meijden | Jane Moraa         |
| Bieg na 10 km    | 29 września     | Utrecht     | Miranda Boonstra     | Joyce Chepkirui    |
| Bieg na 100 km   | 14 września     | Winschoten  | Esther Devilee       | Simone Stöppler    |
| Bieg 24 godzinny | 11 maja         | Steenbergen | Wilma Dierx          | Wilma Dierx        |